# Ален (Ду)
Ален (фр. Allaine) је река у Француској. Дуга је 65 km. Улива се у Ду. 